# Crusaders Football Club 2009-2010
Questa voce raccoglie le informazioni riguardanti il Crusaders Football Club nelle competizioni ufficiali della stagione 2009-2010. 

## Rosa
Aggiornata al 21 novembre 2009.
| N. |                             | Ruolo | Calciatore              |
| -- | --------------------------- | ----- | ----------------------- |
| 1  | Irlanda del Nord (bandiera) | P     | Chris Keenan            |
| 2  | Irlanda del Nord (bandiera) | D     | Gareth McKeown          |
| 3  | Irlanda del Nord (bandiera) | D     | Stephen McBride         |
| 4  | Irlanda del Nord (bandiera) | C     | Aaron Black             |
| 5  | Irlanda del Nord (bandiera) | D     | David Magowan           |
| 6  | Irlanda del Nord (bandiera) | D     | Colin Coates (capitano) |
| 7  | Irlanda del Nord (bandiera) | C     | Ryan McCann             |
| 8  | Irlanda (bandiera)          | C     | Eamonn Doherty          |
| 9  | Irlanda del Nord (bandiera) | A     | Mark Dickson            |
| 10 | Irlanda del Nord (bandiera) | A     | David Rainey            |
| 11 | Irlanda del Nord (bandiera) | C     | Martin Donnelly         |
| 12 | Irlanda del Nord (bandiera) | C     | Chris Morrow            |
| 14 | Irlanda del Nord (bandiera) | A     | Dominic Melly           |

| N. |                             | Ruolo | Calciatore         |
| -- | --------------------------- | ----- | ------------------ |
| 15 | Irlanda del Nord (bandiera) | C     | Declan Caddell     |
| 16 | Irlanda del Nord (bandiera) | A     | Ross Arthurs       |
| 17 | Irlanda del Nord (bandiera) | C     | Jamie Marks        |
| 18 | Irlanda del Nord (bandiera) | D     | Alain Emerson      |
| 19 | Irlanda del Nord (bandiera) | D     | Jonathan Magee     |
| 20 | Irlanda del Nord (bandiera) | A     | Jordan Owens       |
| 21 | Irlanda del Nord (bandiera) | A     | David McMaster     |
| 22 | Irlanda del Nord (bandiera) | C     | Jonathan Bowers    |
| 23 | Irlanda del Nord (bandiera) | D     | Jonathan Watterson |
| 24 | Irlanda del Nord (bandiera) | D     | Chris Murray       |
| 25 | Irlanda del Nord (bandiera) | P     | Aaron Hogg         |
|    | Irlanda del Nord (bandiera) | C     | Michael Collins    |